# Graphe de de Bruijn
Un graphe de de Bruijn est un graphe orienté qui permet de représenter les chevauchements de longueur {\displaystyle n-1} entre tous les mots de longueur {\displaystyle n} sur un alphabet donné. Les graphes sont nommés ainsi d'après le mathématicien Nicolaas Govert de Bruijn qui les a décrits en 1946. Les graphes ont déjà été décrits antérieurement, notamment par Camille Flye Sainte-Marie en 1894 et par Irving J. Good en 1946,.
Le graphe de de Bruijn {\displaystyle B(k,n)} d'ordre {\displaystyle n} sur un alphabet {\displaystyle A} à {\displaystyle k} lettres est construit comme suit. Les sommets de {\displaystyle B(k,n)} sont en bijection avec (sont étiquetés par) les {\displaystyle k^{n}} mots de longueur {\displaystyle n} sur {\displaystyle A}. Si {\displaystyle u} et {\displaystyle v} sont deux sommets,
il y a un arc de {\displaystyle u} à {\displaystyle v} si le mot obtenu en supprimant la première lettre de {\displaystyle u} est le même que le mot obtenu en supprimant la dernière lettre de {\displaystyle v}; en d'autres termes, s'il existe deux lettres {\displaystyle a} et {\displaystyle b}, et un mot {\displaystyle x}, tels que {\displaystyle u=ax} et {\displaystyle v=xb}. La présence d'un arc signifie donc un chevauchement maximal entre deux mots de même longueur.

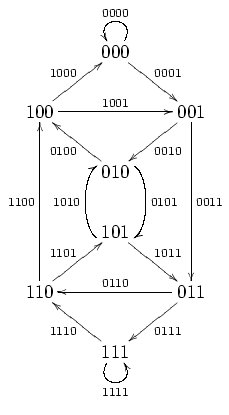
Graphe de de Bruijn construit sur l'alphabet binaire pour des mots de longueur.

## Exemples
Le graphe {\displaystyle B(2,3)} ci-contre est construit sur un alphabet binaire {\displaystyle A=\{0,1\}} pour des mots de longueur {\displaystyle n=3}. Les {\displaystyle 2^{3}=8} mots de longueur 3 sur l'alphabet binaire sont :
{\displaystyle 000,\ 001,\ 010,\ 011,\ 111,\ 110,\ 101,\ 100}.
Il existe par exemple un arc allant du sommet {\displaystyle 000} au sommet {\displaystyle 001} car le suffixe de longueur 2 de {\displaystyle 000} est égal au préfixe de longueur 2 de {\displaystyle 001}. De même, il existe un arc allant du sommet {\displaystyle 100} au sommet {\displaystyle 000} car le suffixe de longueur 2 de {\displaystyle 100} est égal au préfixe de longueur 2 de {\displaystyle 000}.
Le graphe {\displaystyle B(n,1)} est formé de {\displaystyle n} sommets, un pour chaque lettre. De chaque sommet partent {\displaystyle n} arcs, il y a donc {\displaystyle n^{2}} arcs.

## Propriétés
- Chaque sommet d'un graphe {\displaystyle B(k,n)} a degré sortant {\displaystyle k} et degré entrant {\displaystyle k}.

- Le graphe {\displaystyle B(k,n)} d'ordre {\displaystyle n} est le line graph du graphe {\displaystyle B(k,n-1)} d'ordre {\displaystyle n-1} :

- Un graphe de de Bruijn est eulérien et hamiltonien.

- Les circuits eulériens de {\displaystyle B(k,n-1)} et hamiltoniens de {\displaystyle B(k,n)} se correspondent par la construction du line graph. Ces circuits sont des suites de de Bruijn.

## Systèmes dynamiques
On peut dessiner un graphe de de Bruijn binaire comme sur la partie gauche de la figure, de telle sorte qu'il ressemble à un objet de la théorie des systèmes dynamiques, comme l'attracteur de Lorenz affiché à droite.
Cette analogie s'explique simplement : le graphe de de Bruijn {\displaystyle B(k,n)} est un modèle de décalage de Bernoulli
{\displaystyle x\mapsto kx\ {\bmod {\ }}1}
Le décalage de Bernoulli, (aussi appelé la fonction 2x mod 1 ou fonction dyadique pour {\displaystyle k=2}) est un système dynamique ergodique que l'on peut voir comme un opérateur de décalage sur un nombre k-adique. Les trajectoires de ce système dynamique correspondent aux chemins dans le graphe de de Bruijn, avec la correspondance qui associe à chaque réel x de l'intervalle semi-ouvert [0,1[ le somme du graphe qui correspond aux n premiers chiffres dans la représentation de x en base k. De manière équivalente, les chemins dans le graphe de de Bruijn correspondent aux trajectoires d'un système dynamique de type fini.

## Utilisation
- Les topologies de réseaux sont parfois des graphes de de Bruijn[réf. souhaitée].
- Le protocole Koorde (en) de table de hachage distribuée utilise un graphe de de Bruijn.
- Les graphes de de Bruijn ont été utilisés en bioinformatique pour l'assemblage de fragments de lecture (reads) issues d'un séquençage[5],[6],[7].
- Compression de graphes de de Bruijn[8].